# Benjamin Hecht
Benjamin Tiku Hecht, född 28 oktober 1978, är en tidigare dansk friidrottare på nationell elitnivå som främst tävlade i kortdistanslöpning. Han har representerat Danmarks landslag på 100 meter, 200 meter och 4 × 100 meter i europacup-sammanhang 1997 – 1999. Under slutet av 1990-talet erövrade han flera medaljer vid danska mästerskap och satte danskt rekord inomhus på såväl 60 meter som 200 meter samma dag, vid danska mästerskapen i Malmö 1999. Det förstnämnda är alltjämt (november 2008) gällande danskt rekord.
Hecht tävlade under sin elitkarriär för huvudstadsklubbarna Københavns Idræts Forening och Sparta Atletik.